# حصن الحلة
حصن الحلة يقع حصن في حارة السوق بولاية البريمي وقد قام ببنائه الشيخ محمد بن علي بن حمود النعيمي على مساحة تقدر بحوالي 4200 متر تتوزع عليها مكونات الحصن ومن المحتمل أن هذا الحصن بني ليحل محل حصن الخندق ويلبي حاجة الإدارة المحلية ويحيط به سور تمتد فيه الواجهة الرئيسية بطول 79 متراً، أما الواجهة الشمالية فتمتد على عرض 53 متراً ويبلغ ارتفاع أسوار الحصن الخارجية ما بين 4 إلى 6 أمتار.
ينفرد حصن الحلة برسوماته وزخارفه المصنوعة من الجص التي تميزه عن غيره ويقع هذا الحصن في قلب واحة البريمي ولقد كان مركزاً للصراع على مر القرون بحكم موقعه على الطريق البري بين صحار والخليج العربي والذي ميّزه بصبغة تاريخية ساحرة.
وللحصن ثلاثة مداخل، يقع بالواجهة الشرقية ويؤدي إلى الصباح والمدخل الثانوي يقع في الواجهة الشرقية ويؤدي إلى الساحة الجنوبية من الحصن والمدخل الخلفي يقع بالواجهة الغربية ويؤدي إلى المزرعة.
ويضم الحصن أيضاً ثلاثة مواقع محصنة على شكل أبراج أولها برج أو مربعة المدخل الرئيسي الملاصق للصباح والمكون من دورين على علو 10 أمتار أو البرج الشمالي الشرقي المكون من غرفة محصنة في المستوى العلوي على ارتفاع 10 أمتار والبرج الدائري بالجهة الشمالية الغربية على ارتفاع 10 أمتار أيضاً.
والحصن من الداخل ينقسم إلى ساحتين شمالية وجنوبية ولكل مساحة مرفقاتها الخاصة بها، في حين ينفرد السكن العلوي في مستواه العلوي بغرفتين مزخرفتين في عدة أجزاء بالقمريات وحواجز النوافذ والأحزمة تحت السقف من الداخل بالإضافة إلى الحزام العلوي بواجهته الجنوبية.
وقد اشتملت الأبواب والنوافذ بمجمل الحصن على نقوش مميزة على الخشب وبعض الشبابيك الحديدية المزخرفة والحصن مبني من الحجارة والجص والطين وقد قامت وزارة التراث والثقافة بترميمه الذي استغرق 35 شهراً.

## مواضيع متعلقة
- قلاع وحصون عمان